# Invasions croades d'Egipte
Les invasions croades d'Egipte (1154-1169) foren una sèrie de campanyes empreses pel Regne de Jerusalem per reforçar la seva posició al Llevant aprofitant-se de la feblesa del Califat Fatimita d'Egipte.
La guerra s'inicià amb una crisi de successió al Califat Fatimita, que començà a esfondrar-se sota la pressió de la Síria musulmana i els estats croats cristians. Un bàndol demanà ajuda a l'emir de Síria, Nur-ad-Din Mahmud, mentre que l'altra cercà suport croat. Tanmateix, a mesura que el conflicte progressava, es convertí en una guerra de conquesta. Les campanyes agressives d'Amalric I de Jerusalem evitaren la victòria total d'una sèrie d'incursions sirianes a Egipte. Així i tot, els croats no tingueren gaire èxit, malgrat alguns saquejos. El setge de Damiata per una força combinada de romans d'Orient i croats fracassà el 1169, el mateix any que Saladí assumí el poder a Egipte com a visir. El 1171, Saladí esdevingué soldà d'Egipte i els croats se centraren a defensar el seu regne, que, tot i estar envoltat per Síria i Egipte, resistí 16 anys més. Les croades posteriors intentaren en va defensar el Regne de Jerusalem atacant el perill que venia d'Egipte.